# Slumkey Island
Slumkey Island ist eine Insel vor der Westküste der Antarktischen Halbinsel. In der Gruppe der Pitt-Inseln ist sie die größte einer Gruppe von Inseln östlich von Tupman Island.
Erstmals verzeichnet ist die Insel auf einer argentinischen Landkarte aus dem Jahr 1957. Das UK Antarctic Place-Names Committee benannte sie 1959 nach Samuel Slumkey, einer Figur aus dem Fortsetzungsroman Die Pickwickier (1836–1837) des britischen Schriftstellers Charles Dickens.